# Junge Welt
Die Junge Welt (kurz JW, Eigenschreibweise junge Welt bzw. jW) ist eine überregionale marxistische Tageszeitung. Das Blatt war von seiner Gründung 1947 bis 1990 das Organ des Zentralrats der FDJ in der DDR. Im Jahr der Wende erlebte es bis Dezember 1990 einen Auflagenrückgang von 1,6 Millionen auf unter 200.000. Es deckte inzwischen ein breiteres Spektrum vom Reformsozialismus bis zu orthodoxem Marxismus ab, doch verengte sich die Blattlinie ab 1997 auf Antiimperialismus und Antikapitalismus. Heute gilt sie als marxistisch-leninistisch und DKP-nah und wird vom Verfassungsschutz als linksextremistisch eingestuft und beobachtet.
Sitz von Redaktion und Verlagsgenossenschaft ist Berlin.

## Geschichte

### Gründung und Entwicklung in der DDR
Die Junge Welt (später junge Welt geschrieben) wurde am 12. Februar 1947 im Sowjetischen Sektor von Berlin gegründet. Erster Chefredakteur war der ehemalige Vorsitzende der Jugendorganisation FDJ in Großbritannien Adolf Buchholz. Sie erschien zunächst wöchentlich im Verlag Neues Leben, ab 1. Januar 1950 zweimal wöchentlich und ab März 1952 als Tageszeitung sechsmal in der Woche im neu gegründeten Verlag Junge Welt. Ab dem 12. November 1947 führte sie den Untertitel Zentralorgan der Freien Deutschen Jugend, ab dem 1. März 1952 den Untertitel Organ des Zentralrats der FDJ. Am 3. März 1953 beschloss das Politbüro der SED, dass der Verlag und das Gebäude des Nacht-Express, der letzten formal unabhängigen Tageszeitung in der DDR, an die Junge Welt verkauft werden mussten, die das Objekt fortan nutzte.
In der DDR war das Blatt Herrschaftsinstrument der SED. So griff das FDJ-Organ im Frühjahr 1953 die Junge Gemeinde offen an und attackierte sie als „Illegale Organisation Junge Gemeinde“. Mit der „Säuberung“ der FDJ von Anhängern der Jungen Gemeinde wurde der damalige erste Sekretär der FDJ, Erich Honecker, beauftragt. Die junge Welt und die Junge Generation erhielten die Anweisung, die Arbeit der jungen Gemeinde durch Hetzartikel in Misskredit zu bringen. Damit sollte ein Verbot vorbereitet werden. 1957 führte eine Kampagne des Blattes gegen „westliche“ Musik dazu, dass aus dem DEFA-Revuefilm „Meine Frau macht Musik“ zwei Lieder des Komponisten Siegfried Wegener gestrichen wurden, da dieser auch als „Abteilungsleiter Tanzmusik“ des verhassten Westsenders RIAS tätig war. Erst nachdem die Lieder ersetzt worden waren, erteilte die Zensur 1958 die Aufführungserlaubnis.
Wenige Tage nach dem Bau der Berliner Mauer veröffentlichte die jW den Kampfauftrag der FDJ, mit dem unter Berufung auf die angebliche Kriegsgefahr Freiwillige für die Nationale Volksarmee geworben werden sollten und die Einführung der allgemeinen Wehrpflicht in der DDR vorbereitet wurde. Hauptforderungen waren: Verteidigungsbereitschaft der männlichen Jugend, Planerfüllung in Produktion und Landwirtschaft, Ablehnung der Westsender (Aktion: „Blitz kontra Nato-Sender“), unabhängig von Importen werden („Störfreimachung“) und Wahl der Kandidaten der Nationalen Front. Nach dem Mauerbau schürte die Junge Welt auch eine regelrechte Pogromstimmung, indem sie triumphierend Berichte über gewaltsame Übergriffe von Stasi- bzw. FDJ-Angehörigen auf Oppositionelle veröffentlichte und offen zur Nachahmung aufstachelte.
Die Junge Welt edierte einen Jahreskalender mit zum Teil hochwertiger signierter Originalgrafik von DDR-Künstlern. 1974 z. B. hatte dieser eine Auflage von 250 Exemplaren und kostete für Abonnenten 250 Mark der DDR. Soweit beteiligte Künstler über diese Auflage weitere Drucke bereitstellten, wurden diese für 25 Mark angeboten. Schon bis 1982 wurden 141 Grafiken von 102 Künstlern angeboten, die in 18 000 Exemplaren zur Verfügung standen.
Ab 1976 war die Tageszeitung Namensgeber des Rennens 6 Tage um den Preis der Jungen Welt. Die Auflage überschritt 1977 die Millionengrenze und lag Anfang 1990 bei 1,6 Mio. Exemplaren. Damit war sie, noch vor dem SED-Zentralorgan Neues Deutschland, zuletzt die auflagenstärkste Tageszeitung der DDR. In der DDR war die junge Welt im Abonnement und am Kiosk im Gegensatz zu vielen anderen Zeitungen und Zeitschriften ohne Engpässe zu erhalten. Insgesamt 19 Zeitungen und Zeitschriften wurden in Regie des FDJ-eigenen Verlages Junge Welt publiziert. Damit sollte die Jugend im staatskonformen Sinne beeinflusst und die kommunistische Erziehung der jungen Generation gefördert werden.
Letzter Chefredakteur vor der Wende war Hans-Dieter Schütt. Zu den Bildreportern der Zeitung gehörte u. a. Ulrich Burchert.

### Nach dem Mauerfall
Am 21. November 1989 wählte die Redaktion, auf Vorschlag des Zentralrats der FDJ, Jens König zum neuen Chefredakteur. Er löste in dieser Funktion Hans-Dieter Schütt ab, der die Zeitung seit 1984 geleitet hatte. König blieb bis zum April 1994 Chefredakteur. Die Privatisierung des Verlags Junge Welt und der zugehörigen Zeitung verzögerte sich allerdings bis ins Jahr 1991, unter anderem wegen Rückübertragungsansprüchen der Deutschen Bank bezüglich der Immobilie des Verlags in Berlin-Mitte. Im April 1991 wurde die Zeitung aus dem Verlag ausgegliedert und kam in den Besitz einer GmbH, an der wesentlich die Mediengruppe Schmidt & Partner (MSP) beteiligt war, der zu dieser Zeit auch die Titanic und der Elefanten Press Verlag gehörten. Zeitweise war damals Dietmar Bartsch der Geschäftsführer der Zeitung. Nachdem die Auflage unter 100.000 gesunken war, entzog die Mediengruppe im Februar 1992 der GmbH das Recht zur weiteren Herausgabe der Jungen Welt. Das Blatt ging nun an die Verlagsanstalt in Berlin GmbH, die einem der bisherigen Geschäftsführer gehörte, nämlich Peter Großhaus, und später an den azzurro-Medienverlag, Haupteigentümer blieb jedoch Schmidt & Partner, auch wenn die genauen Eigentumsverhältnisse nicht leicht zu durchschauen waren. Noch in diesen Eigentümerverhältnissen erfolgte 1994 mit der konzeptionellen Hilfe von konkret-Herausgeber Hermann L. Gremliza ein Neustart. Nach nur acht Monaten als Chefredakteur wurde Günter Kolodziej, später stellvertretender Sprecher des Senats in Berlin unter Klaus Wowereit, im November 1994 von Oliver Tolmein abgelöst. Anfang April 1995 wurde dennoch die Produktion der Tageszeitung junge Welt durch den Eigentümer eingestellt.
Ein Teil der Redaktion führte die Zeitung daraufhin in Eigenregie weiter. Es kam zu einem „verspäteten Management-Buy-out“, das heißt, aus der Belegschaft wurde mit Hilfe des Kredits eines „südbadischen Kommunisten“ eine Verlag 8. Mai GmbH gegründet, die die Zeitung herausgab. Zugleich begann man mit der Gründung einer Genossenschaft, der LPG junge Welt eG, die seit 1998 die Mehrheit der Anteile hält. Chefredakteur Tolmein schloss sich der Neugründung nicht an und wurde durch den früheren Kulturchef Klaus Behnken ersetzt. Der Umfang der Zeitung wurde von 24 auf 16 Seiten reduziert, die Ressorts Frauen, Medien und Ökologie wurden gestrichen. 1996 initiierte die junge Welt eine Internationale Rosa-Luxemburg-Konferenz, die seitdem mit jeweils etwa tausend Besuchern jährlich am zweiten Sonnabend im Januar organisiert wird. Schwerpunkt sind Vorträge und Diskussionen zu Erfahrungen linker Bewegungen und Parteien weltweit und die politischen Entwicklungen in Deutschland.

### Spaltung der Redaktion
1997 kam es zu einer Besetzung der Redaktionsräume durch einen Großteil der Mitarbeiter, nachdem der Geschäftsführer Dietmar Koschmieder den Chefredakteur Klaus Behnken abgesetzt hatte. Ersterer produzierte mit drei ihm gegenüber loyal gebliebenen Redakteuren während der Besetzung im gleichen Gebäude in einer anderen Etage Notausgaben, bis die Auseinandersetzung mit dem Ausscheiden der Besetzer aus der Redaktion endete. Die Redaktionsmehrheit hatte während der Besetzung die Wochenzeitung Jungle World als Gegenprojekt gegründet und führte diese anschließend weiter. Behnkens Nachfolger wurde Holger Becker, einer der drei loyal gebliebenen Redakteure. Nachdem es zu Auseinandersetzungen mit der Geschäftsleitung und der die Zeitung herausgebenden Genossenschaft gekommen war, wurde er jedoch im Februar 2000 durch Arnold Schölzel ersetzt; mit ihm verließen Werner Pirker und Ulrike Schulz, die beiden anderen im Konflikt von 1997 der jungen Welt treugebliebenen Mitarbeiter, die Zeitung, Pirker kehrte allerdings später als Autor zurück.

### Seit 2000
Im März 2001 veröffentlichte das Blatt einen offenen Brief von 23 ehemaligen hochrangigen MfS-Offizieren, in dem diese eine angebliche „Hexenjagd“ auf ehemalige Mitarbeiter der Staatssicherheit anprangerten.
Die Veröffentlichung eines Textes der Ex-RAF-Terroristin Inge Viett im Januar 2011 in der jungen Welt führte zu einer Anklage gegen Chefredakteur Arnold Schölzel. Viett hatte es darin als „legitim“ bezeichnet, dass, wenn Deutschland Krieg führe, „als Antikriegsaktion Bundeswehrausrüstung abgefackelt wird“. Schölzel wurde 2013 auch in zweiter Instanz vom Vorwurf der Billigung von Straftaten freigesprochen.
Das Ressort Innenpolitik wurde von 2002 bis 2005 von Ulla Jelpke geleitet, die zuvor Mitglied des Deutschen Bundestages gewesen war und die Zeitung anschließend wieder in Richtung Parlament verließ. Im September 2004 wurde das Zeitungsformat vom Tabloid- auf das doppelt so große Berliner Format umgestellt. Dieser ungewöhnliche Schritt – der Trend ging zu dieser Zeit in einigen Ländern vom Broadsheet- zum Tabloid-Format und wurde so 2007 auch von der Frankfurter Rundschau vollzogen – war der Zeitung durch Veränderungen in der Druckerei aufgezwungen worden. Ende 2012 stand die Zeitung kurz vor der Einstellung, konnte aber durch die Erhöhung der Verkäufe um 1.000 auf 18.000 Exemplare erhalten werden.
Zum März 2013 startete die junge Welt eine von ihr selbst gestaltete Kampagne zur Steigerung des Einzelverkaufs, die auch Online-Maßnahmen in sozialen Netzwerken und eine bundesweite Verteilaktion am 1. Mai beinhaltete. Der Axel Springer Vertriebsservice als Vertriebspartner der jW unterstützte die Kampagne.
Bis zum Relaunch am 3. Oktober 2014 verwendete die junge Welt die alte Rechtschreibung, während seither „die Rechtschreibung mit ss statt ß“ angewandt wird.
Die junge Welt ist regelmäßig auf den Buchmessen in Frankfurt am Main, Leipzig und Havanna vertreten.

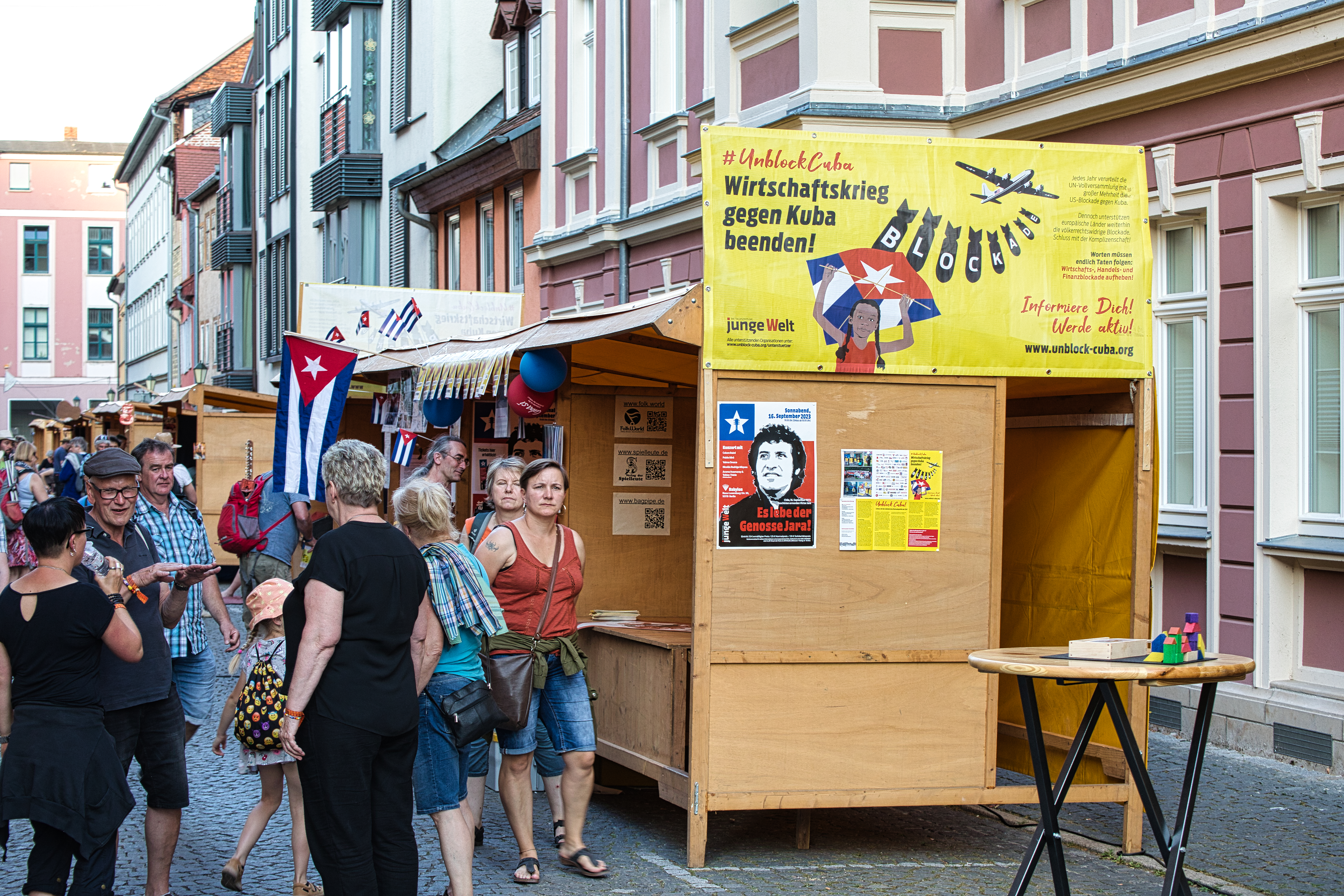
Stand der Jungen Welt auf dem Rudolstadt-Festival 2023 mit dem Länderschwerpunkt Kuba.

Seit dem 23. April 2016 ist die junge Welt bundesweit sowie in der Schweiz und Österreich flächendeckend für den Pressehandel verfügbar, nachdem sie nicht mehr nur in der Berliner Union Druckerei, sondern auch an einem weiteren Standort in Dreieich gedruckt wird. Ende 2016 stand die junge Welt wieder vor dem wirtschaftlichen Ruin. Es hatte sich ein Verlust von 953.000 Euro angehäuft. Allein von Januar bis Oktober 2016 waren 144.000 Euro Verlust angefallen.
Im Februar 2017 hatte die junge Welt wegen des Verbots von Werbung politischer und weltanschaulicher Art Probleme, Rundfunkwerbespots bei MDR Jump und Ostseewelle Hit-Radio Mecklenburg-Vorpommern zu platzieren.
2021 war die junge Welt Mitgründerin der alerta-Plattformgenossenschaft, die seitdem eine gleichnamige App zur Bündelung linker Medienangebote vertreibt.
Über den Terrorangriff der Hamas auf Israel 2023 mit über 1.100 Ermordeten und mehr als 200 Verschleppten titelte die junge Welt einen Artikel des damaligen stellvertretenden Chefredakteurs Nick Brauns „Gaza schlägt zurück“ und räumte darin laut Tagesspiegel Sympathiebekundungen für den Überfall breiten Raum ein. Die Hamas-Terroristen bezeichnete Brauns darin als „palästinensische Kampfverbände“ und die überfallenen israelischen Ortschaften als „zionistische Siedlungen“.
Ab 2023 veröffentlichte die Zeitung gemeinsame Beiträge mit dem Portal red.media, das ein Nachfolger von dem Medienportal Redfish ist. Wie später bekannt wurde, soll Redfish sowie red.media ein, laut Auswertiges Amt, teilweise finanziertes Instrument von russischer Propaganda gewesen sein.

## Eigentumsverhältnisse und Finanzierung
Herausgeberin der Zeitung ist die Linke Presse Verlags-Förderungs- und Beteiligungsgenossenschaft junge Welt e. G. (LPG). Vorbild für die 1995 erfolgte Gründung war das Genossenschaftsmodell der taz. Ursprünglich aus 32 Mitgliedern bestehend wuchs die Genossenschaft laut Eigenangaben zunächst auf 1000 Mitglieder im Januar 2010. Im September 2012 waren 1269 Mitglieder zu verzeichnen, bevor die Mitgliederzahl im Februar 2017 erstmals mehr als 2000 Personen betrug, die insgesamt mehr als 3900 Anteile gezeichnet hatten. Ende 2024 betrug die Zahl der Mitglieder 3005.
Die junge Welt erscheint im Verlag 8. Mai GmbH, der Ende 2008 auch die 1957 gegründete Musikzeitschrift Melodie und Rhythmus übernahm und seitdem bis August 2022 herausgab. Derzeit hält die Genossenschaft 95,4 Prozent der Anteile an der Verlags-GmbH, der Geschäftsführer Dietmar Koschmieder hält einen Minderheitsanteil von 4,6 Prozent. Nachdem sich bis Ende 2015 ein bilanziell ungedeckter Fehlbetrag von fast einer Million Euro angesammelt hatte, wurde ein Sanierungsprogramm entwickelt und nach Angaben der Zeitung bis Februar 2017 umgesetzt. So verzichtete die Genossenschaft auf einer Vollversammlung im November 2016 auf einen Teil der Genossenschaftskredite in Höhe von 350.000 Euro und wandelte einen weiteren Teil von 500.000 Euro in eine stille Einlage beim Verlag um.
Die seit den 1990er Jahren meist prekäre finanzielle Situation des Blattes führte 1998 ähnlich wie bei der taz zu einem Haustarifvertrag mit Einkommen unter dem Niveau des Flächentarifvertrages. Deutlich schlechter ist die Bezahlung der Freelancer: Laut einer 2023 veröffentlichten Analyse des Medium Magazins von Daten ab dem Jahr 2020 zahlt die jW an freie Mitarbeiter fünf Euro Stundenlohn und damit den niedrigsten Betrag von 146 ausgewerteten deutschen Medien. Die Spitzenverdienste lagen im Vergleich dazu bei 50 Euro (Brigitte).

## Aufbau und Umfang
Der Umfang der Zeitung beträgt montags bis freitags 16 Seiten:
- Seite 1: Leitartikel, ein weiterer längerer Artikel sowie Kurzmeldungen;
- Seite 2: Interview, Foto des Tages, ein Artikel sowie weitere Kurzmeldungen;
- Seite 3: Schwerpunkt, meist drei Artikel unterschiedlicher Länge zu einem bestimmten Thema;
- Seiten 4 und 5: Innenpolitik;
- Seiten 6 und 7: Auslandsnachrichten;
- Seite 8: zwei Kommentare (der zweite mit dem Titel „[…] des Tages“), ein Interview sowie die Rubrik „Abgeschrieben“;
- Seite 9: Wirtschaftsteil (unter dem Titel „Kapital & Arbeit“);
- Seiten 10 und 11: Feuilleton;
- Seiten 12 und 13: Thema (ein ausführlicher Artikel über Innen-, Außen-, Wirtschaftspolitik, Kultur, Geschichte oder marxistische Theorie);
- Seite 14: Leserbriefe (Dienstag Radiotipps, Mittwoch „Rotlicht“, Freitag Foto der Woche) und Hinweise zum Fernsehprogramm sowie zu Veranstaltungen;
- Seite 15:
  - montags: Rezensionen politischer Literatur,
  - dienstags: Betrieb und Gewerkschaft,
  - mittwochs: Antifa,
  - donnerstags: Medien,
  - freitags: Feminismus,
  - sonnabends (Wochenendausgabe): Geschichte;
- Seite 16:
  - an Werktagen: Sport,
  - samstags (Wochenendausgabe): Aktion.

Sonnabends erscheint zusätzlich zu den 16 Seiten die achtseitige Beilage Faulheit und Arbeit. Sie enthält in der Regel ein Interview (2 Seiten), eine Reportage (2 Seiten), eine Fotoreportage (2 Seiten), Texte der Klassiker (Marx, Engels, Lenin) und Schwarzer Kanal (Medienkritik, insgesamt eine Seite). Manchmal wird auch eine Kurzgeschichte abgedruckt. Auf Seite acht der Wochenendbeilage erscheint ein großes Kreuzworträtsel und unter der Rubrik Coole Wampe – ein Wortspiel mit Kuhle Wampe – ein mit einem Kochrezept ergänzter feuilletonistischer Beitrag.
Des Weiteren erscheinen in der jungen Welt regelmäßig Beilagen u. a. zu den Themen Literatur, Antifa, Krieg/Frieden, Feminismus, Fußball, Wirtschaft, Politische Gefangene (in Zusammenarbeit mit der Roten Hilfe), Wein, Kinder, Semesteranfang/Studierende etc.

## Ausrichtung

### Selbstverständnis
Das Selbstbild der jungen Welt ist das einer unabhängigen, marxistischen Tageszeitung, sie versteht sich als Teil einer linken Gegenöffentlichkeit. Die junge Welt geht von der Notwendigkeit einer antikapitalistisch und internationalistisch orientierten Linken aus, die das Ziel einer sozialistischen Gesellschaft verfolgt.
Sie versteht sich als antimilitaristisch und antifaschistisch. Sie bekämpft neben völkisch-nationalistischen bis neofaschistischen Bestrebungen und Inhalten auch die damit einhergehend anderen Formen gruppenbezogener Menschenfeindlichkeit. Prägend ist daneben die sozialpolitische Berichterstattung. Die von den jeweiligen Bundesregierungen als „Reformpolitik“ vertretenen Strukturveränderungen des Sozialsystems („Agenda 2010“, „Hartz IV“ u. a.) werden als „Sozialabbau“, Verschärfung der Ungleichheit und „Umverteilung von unten nach oben“ abgelehnt. Viel Raum erhält der Widerspruch gegen die Reduzierung sozialer Chancen, für gewerkschaftliche Aktivitäten und Arbeitskämpfe und die sie jeweils tragenden Initiativen. Umfassend und kritisch wurden und werden Entwicklungen und Debatten in der Linkspartei.PDS und der WASG sowie der daraus hervorgegangenen Partei Die Linke, aber auch in kleineren linken Formationen wie der DKP, Attac oder der SAV dargestellt.

### Wissenschaft
In zwei Aufsätzen für ein Dossier „Linksextremismus“ der Bundeszentrale für politische Bildung (bpb) rechnete der Extremismusforscher Rudolf van Hüllen die junge Welt zu den „organisationsunabhängigen, linksextremistischen Periodika“ (2008). Sie bediene „traditionskommunistische Vorstellungen“ (2008) bzw. sei „traditionsstalinistisch“ (2015). Timo Stein sieht die Zeitung als DKP-nah an.

### Verfassungsschutz
Das Bundesamt für Verfassungsschutz beobachtet die Zeitung und sieht in ihr das „bedeutendste und auflagenstärkste Printmedium im Linksextremismus“. Die politische und moralische Rechtfertigung der DDR und die Diffamierung der Bundesrepublik spielten eine bedeutende Rolle. Sie strebe „die Errichtung einer sozialistisch-kommunistischen Gesellschaftsordnung nach klassischem marxistisch-leninistischen Verständnis an“. Einzelne Mitglieder der Redaktion und einige der Autoren seien dem „linksextremistischen Spektrum“ zuzuordnen. Die Zeitung erkläre sich nicht explizit zur Gewaltfreiheit, sondern ermögliche immer wieder Organisationen und Personen, die politisch motivierte Straftaten befürworten, ihre Positionen zu verbreiten.
Die junge Welt klagte gegen die Nennung im Verfassungsschutzbericht. Die Klage vor dem Verwaltungsgericht Berlin wurde jedoch im Juli 2024 abgewiesen. Die Zeitung kündigte hinterher an, den Rechtsweg notfalls bis zum Bundesverfassungsgericht ausschöpfen zu wollen.

## Reichweiten und Internetpräsenz
Nach Eigenangaben erreichte die verkaufte Auflage nach dem Neustart von 1994 Ende 2010 noch 17.000 Exemplare. Die Auflage stieg jedoch wieder, und 2016 wurde ein zweiter Druckstandort etabliert, so dass die Zeitung in ganz Deutschland, in Österreich und der deutschsprachigen Schweiz im Einzelhandel erhältlich wurde. Inzwischen (2017) wurde die Marke von täglichen 20.000 verkauften Exemplaren überschritten. Die jährlich am „Tag der Arbeit“, dem 1. Mai, verkaufte und von lokalen Unterstützergruppen auf Mai-Kundgebungen verteilte Auflage lag nach Eigenangaben 2017 bei 150.000 Exemplaren. Die Angabe des Bundesamtes für Verfassungsschutz, die Zeitung habe 2017 eine „Auflage von 156.000 Exemplaren“ gehabt, bezieht sich wohl auf diese Aktion und entspricht ansonsten nicht den Tatsachen.
Entgegen dem allgemeinen und oft dramatischen Rückgang der verkauften Auflage bei Tageszeitungen konnte die junge Welt die ihre vor allem im Einzelhandel steigern (2016). Nach eigenen Angaben beträgt die aktuelle Druckauflage 23.400 Exemplare (samstags 27.000 Exemplare).
Seit einem Relaunch im Februar 2006 ist die Zeitung auch im Internet vollständig zu lesen, das Archiv ist für die zurückliegenden drei Monate frei zugänglich. Das Artikel-Archiv reicht bis 1997 zurück. Besucher können politische, soziale und kulturelle Veranstaltungen und Aktivitäten aus dem linken Spektrum in einem Terminkalender ankündigen. Beilagen und Serien sind ebenfalls online verfügbar. Ein Web-Feed wird angeboten. Im Monatsdurchschnitt kam die Internetseite der jW 2006 nach Eigenangaben auf 3,4 Millionen Seitenabrufe.

## Chefredakteure
Bisherige Chefredakteure der jungen Welt (unvollständig):
| Zeitraum                        | Name                                                 | Anmerkungen |
| ------------------------------- | ---------------------------------------------------- | --- |
| Februar bis August 1947         | Adolf Buchholz                                       | erster Chefredakteur, vorher Vorsitzender der FDJ in der Tschechoslowakei und in Großbritannien                                                 |
| August 1947 bis Februar 1948    | Horst Brasch                                         | ab 1942 Vorsitzender der FDJ in Großbritannien, 1965–1969 stellvertretender DDR-Kulturminister                                                  |
| Februar 1948 bis September 1949 | Rudolf Mießner                                       | später Mitarbeiter des Fernsehens der DDR |
| September 1949 bis Januar 1954  | Heinz Stern                                          | später Chefreporter des Magazins |
| 1954–1960                       | Joachim Herrmann                                     | war 1978–1989 SED-Politbüromitglied |
| 1960–1966                       | Dieter Kerschek                                      | später Chefredakteur der Berliner Zeitung |
| 1966–1971                       | Horst Pehnert                                        | später stellvertretender Minister für Kultur und Leiter der Hauptverwaltung Film                                                                |
| 1971–1977                       | Klaus Raddatz                                        | später stellvertretender Vorsitzender des Staatlichen Komitees für Fernsehen der DDR                                                            |
| 1977–1984                       | Dieter Langguth                                      | später stellvertretender Leiter der Abteilung „Agitation“ des ZK der SED                                                                        |
| 1984 bis Herbst 1989            | Hans-Dieter Schütt                                   | letzter Chefredakteur vor der Wende, später beim Neuen Deutschland                                                                              |
| 1989–1994                       | Jens König                                           | |
| 1994                            | Kathrin Gerlof, Günter Kolodziej und Jürgen Elsässer | von 1. April bis 19. Oktober 1994 gemeinschaftliche Redaktionsleitung; Elsässer ist seit 2010 Chefredakteur des rechtsextremen Magazins Compact |
| 1994                            | Günter Kolodziej                                     | |
| 1994–1995                       | Oliver Tolmein                                       | später promovierter Jurist und Experte für Medizinrecht                                                                                         |
| 1995–1997                       | Klaus Behnken                                        | später Mitgründer und Chef vom Dienst (Quasi-Chefredakteur) der Jungle World                                                                    |
| 1997–2000                       | Holger Becker                                        | |
| 2000–2016                       | Arnold Schölzel                                      | promovierter Philosoph, Inoffizieller Mitarbeiter des MfS                                                                                       |
| 2016–2024                       | Stefan Huth                                          | |
| 2024                            | Arnold Schölzel                                      | |
| seit 2024                       | Nick Brauns, Daniel Bratanovic                       | |

## Kontroversen

### Vorwürfe der Israelfeindschaft und Antisemitismus
Das Vorstandsmitglied Daniel Kilpert des „Koordinierungsrats deutscher Nicht-Regierungsorganisationen gegen Antisemitismus e. V.“, Politologe (MA), warf 2006 in einem Aufsatz für die Bundeszentrale für politische Bildung der jW eine Verharmlosung antisemitischer Positionen des iranischen Präsidenten Mahmud Ahmadineschad vor. Kilpert kritisierte, dass dort der Zionismus als eine „Form des Rassismus“ bezeichnet werde, der die jüdische Leidensgeschichte „zum religiös-chauvinistischen Kult der Auserwähltheit“ umdeute. Fälschlich würden die „deutschen Antisemitismus-Debatten“ als „nach den Vorgaben israelischer Propagandaoffiziere“ verlaufend dargestellt. Ein kritischer offener Brief mehrerer Autoren an die Redaktion sei nicht abgedruckt worden. Die von Kilpert nicht genannten Verfasser hätten der jW vorgeworfen, es ergingen sich „in letzter Zeit Kommentatoren […] in einer unerträglichen Verniedlichung“ des antisemitischen iranischen Präsidenten Mahmud Ahmadineschad, die sich „nicht selten“ als Legitimation seiner Politik lese. Man frage sich, wie die jW entsprechenden „‚Überlegungen‘ von Neonazis argumentativ entgegentreten“ wolle. Mit Ismail Haniyya, dem Vorsitzenden der islamistisch-terroristischen Hamas, habe die Zeitung zudem 2006 einen „Terroristen“ als Autor gehabt.
Der langjährige KPÖ-Vorsitzende Walter Baier warf 2008 dem ehemaligen stellvertretenden jW-Chefredakteur Pirker aufgrund eines von diesem in der jW veröffentlichten Vergleichs zwischen dem der Lage der Schwarzen im Apartheids-Südafrika und der Situation der Palästinenser in Israel vor, „antisemitisches Ressentiment“ „im Windschatten […] einer berechtigten Kritik an der israelischen Politik“ zu verbreiten. Konkret lautete der Vorwurf an Pirker, dieser bediene sich antisemitischer Argumentation, indem er  behaupte, dass der „israelische Staat als solcher, weil er Israel ist, strukturell friedensunfähig“ sei.
In einer in der jungen Welt 2013 veröffentlichten Rezension des Buches Wer rettet Israel – ein Staat am Scheideweg von Arn Strohmeyer verglich der Sozialwissenschaftler Rudolph Bauer die besondere Verantwortung deutscher Politik für Israels Sicherheit, die, so der Rezensent, „allein auf Gewalt, Töten und Waffen“ beruhe, mit den „Wannsee-Beschlüssen“, die „erst jetzt vollständig grausame Wirklichkeit“ würden, und unterstellte „Herrenmenschenzüge“ beim „militante[n] Judaismus der zionistischen Bewegung“. Der Antisemitismusforscher Samuel Salzborn warf Bauer daraufhin vor, dass in seinen Einlassungen „eindeutig ein antisemitisches Ressentiment“ stecke.
Die Rosa-Luxemburg-Konferenz 2024 wurde für ihre Relativierung des Terrorangriffs der Hamas auf Israel 2023 kritisiert: Teilnehmer hätten die Taten der Hamas als „Kampf gegen Besatzung und Apartheid“ gerechtfertigt, der Staat Israel müsse „aufgelöst“ werden, im Gazastreifen finde gerade ein „Genozid“ statt, die Hamas sei nicht strukturell antisemitisch und die Berichte über sexuelle Gewalttaten durch Hamas-Angehörige wurden angezweifelt.
Über den Terrorangriff der Hamas auf Israel 2023 titelte die junge Welt einen Artikel des damaligen stellvertretenden Chefredakteurs Nick Brauns „Gaza schlägt zurück“ und räumte darin laut Tagesspiegel Sympathiebekundungen für den Überfall breiten Raum ein. Die Hamas-Terroristen bezeichnete Brauns darin als „palästinensische Kampfverbände“ und die überfallenen israelischen Ortschaften als „zionistische Siedlungen“.
Nach der Sanktionierung des antiisraelischen Portals Red als Medium der russischen Propaganda veranstaltete die Junge Welt im Juli 2025 eine Podiumsdiskussion zur Frage, was man tun könne, nachdem deutsche Journalisten auf der Russland-Sanktionsliste gelandet waren. Es nahmen Personen von den Nachdenkseiten, von den Magazinen Overton und Hintergrund teil.

### Beschäftigung ehemaliger MfS-Mitarbeiter
In die Kritik geriet die Zeitung 2006/2007 von Seiten anderer Medien wie Der Spiegel und Die Welt aufgrund der Beschäftigung von früheren hauptamtlichen und inoffiziellen Mitarbeitern (IM) des Ministeriums für Staatssicherheit der DDR (MfS) als Redakteure und Mitarbeiter. So war Chefredakteur Arnold Schölzel unter dem Decknamen André Holzer langjährig als IM tätig. Peter Wolter, ehemaliger Ressortleiter Innenpolitik, wurde als Westjournalist für die Weitergabe von Informationen in der Bundesrepublik Deutschland zu einer Bewährungsstrafe verurteilt. Auch der ehemalige DDR-Agent im Hauptquartier der NATO, Rainer Rupp (Deckname Topas), arbeitete regelmäßig als außenpolitischer Autor für die Zeitung.

### Grußworte ehemaliger RAF-Terroristen bei jW-Konferenzen
Eine auf der Rosa-Luxemburg-Konferenz am 13. Januar 2007 verlesene Grußbotschaft des ehemaligen RAF-Terroristen und neunfachen Mörders Christian Klar an die Teilnehmenden der von der jW veranstaltete Rosa-Luxemburg-Konferenz sorgte vor dem Hintergrund des von Klar zuvor gestellten Begnadigungsgesuch für heftige Kritik, da sich Klar mit dem Grußwort immer noch zu der Ideologie bekannte, die ihn zu seinen Verbrechen motiviert hatte. Wenig später bezog sich die linksextremistische Terrororganisation militante gruppe (mg) im Bekennerschreiben zu Anschlägen auf Büros von Unternehmerverbänden explizit auf das Grußwort und zitierte auch einen ganzen Absatz daraus. Am 7. Mai 2007 lehnte Bundespräsident Horst Köhler dann Klars Gnadengesuch nach einem Gespräch mit diesem ab.
Zur Rosa-Luxemburg-Konferenz im Januar 2025 verlas Rolf Becker ein Grußwort des unter Verdacht von Mordversuch und 13 bewaffneten Raubüberfällen stehenden ehemaligen RAF-Mitgliedes Daniela Klette.

### Titelseite mit Dank für den Mauerbau zu dessen 50. Jahrestag
Zum 50. Jahrestag des Mauerbaus im August 2011 publizierte die Junge Welt auf der Titelseite ein Foto von Angehörigen der Kampfgruppen auf der westlichen Seite des Brandenburger Tors vom 14. August 1961 und schrieb: „Wir sagen an dieser Stelle einfach mal: Danke!“ Darunter waren 13 angebliche Segnungen des Mauerbaus angegeben, unter anderem „Danke“ für 28 Jahre „Friedenssicherung in Europa“, „Club Cola und FKK“, „Hohenschönhausen ohne Hubertus Knabe“ sowie „ohne Praxisgebühr und Zweiklassen-Medizin“.
Die Gruppierung Emanzipatorische Linke in der Partei Die Linke startete auf der Internetseite „Freiheit und Sozialismus“ einen Aufruf unter dem Titel „Keine Kooperation mit der ‚Jungen Welt‘!“ 31 ehemalige DDR-Bürgerrechtler, Politiker und Intellektuelle forderten daraufhin von der Partei Die Linke ein Ende der Zusammenarbeit mit der jW. Gregor Gysi und einige andere Linke-Bundestagsabgeordnete kündigten an, sich über den bereits bestehenden Stopp von Anzeigen der Fraktion in der Print-Ausgabe hinaus auch für ein Anzeigenende in der Online-Ausgabe einzusetzen. Die Kritik aus der Linkspartei wurde vorwiegend von den Gruppen Emanzipatorische Linke und Forum Demokratischer Sozialismus sowie dem Bundesarbeitskreis Shalom in der Linksjugend solid getragen. Den Boykottaufrufen gegen die junge Welt widersprach dagegen die innerparteiliche Antikapitalistische Linke. Sie erklärte, der Aufruf zeige eine „politische Haltung, die nicht auf Diskurs und Auseinandersetzung, sondern auf Ausgrenzung“ setze. Man sehe „in ihm ein fragwürdiges Verständnis von Demokratie und einen Angriff auf die Pressefreiheit“.

### Berichterstattung zum russischen Überfall auf die Ukraine
Am 8. August 2022 veröffentlichte Nick Brauns in der Junge Welt Details über eine geplante Ukraine-Reise von Janine Wissler, weiteren Mitgliedern der Fraktion Die Linke im Bundestag und der TAZ-Journalistin Anna Lehmann. Die Abgeordneten wollten ihre Solidarität mit den Opfern des russischen Angriffskrieges zeigen, die von russischen Truppen zerstörte Ortschaft Irpin und die Gedenkstätte Babyn Jar besichtigen und Gewerkschafter in Kiew und Lwiw treffen. Nach der Veröffentlichung wurde die Reise wegen Sicherheitsbedenken abgesagt, da die von der Zeitung veröffentlichten Details einen gezielten Angriff auf die Delegation möglich gemacht hätten. Lehmann vermutete, dass die Informationen gezielt an die Junge Welt durchgestochen wurden, um die Reise zu sabotieren.
Am 3. April erschien in der jW der Artikel „Der Waffenruhe so nah“ und am Folgetag die Fortsetzung „Doppelte Täuschung“. Die Texte stellen mit  verschwörerischen Raunen die Behauptung auf, die russische Armee hätte das Massaker von Butscha gar nicht verübt, vielmehr seien es eigentlich die Ukrainer selbst gewesen, ferner seien die „Hintergründe des Ereignisses ... damals einer breiten Öffentlichkeit im Westen nicht bekannt [gewesen]. Doch russischsprachige und andere Medien berichteten bereits über einige wichtige Fakten.“  Yelizaveta Landenberger meinte dazu ironisch in der FAZ: „Unglaublich – da scheint jemand an 'Geheimwissen' gekommen zu sein, das die bösen westlichen Regierungen, Medien, aber auch Menschenrechts-NGOs und die UN den Menschen vorenthalten!“.

## Auszeichnungen
- 2005 Erich-Mühsam-Preis